# 劉湧 (弘治進士)
劉湧（1481年—？），字伯雨，浙江寧波府慈谿縣人，民籍，明朝政治人物。

## 生平
浙江鄉試第七十名舉人。弘治十八年（1505年）中式乙丑科會試第九十五名，二甲第七十三名進士。

## 家族
曾祖劉爕；祖父劉塏；父劉鍊，母王氏。永感下。